# 타르타로스: 리버스
《타르타로스 온라인》(Tartaros Online, 약칭: 탈타)는 인티브 소프트에서 제작하고 위메이드 엔터테인먼트에서 서비스 했던인 다중 사용자 온라인 롤플레잉 게임이다. 2008년 12월 4일에 오픈 베타테스트를 시작했으며, 로드무비 롤플레잉 게임을 내세워 다른 온라인 게임에선 볼 수 없는 시나리오 모드를 도입하여 온라인 게임이면서도 CD RPG 게임의 요소도 갖춘 독특한 게임의 특징을 가지고 있었다. 한국은 2013년 12월 11일, 일본은 2013년 2월 24일 게임 서비스를 종료하였다.
(주)펀플웍스 (구 마크툽)에서 《타르타로스: 리버스》라는 이름으로 퍼블리싱하면서 다시 서비스를 시작하였다. 2016년 6월 21일에서 23일까지 3일간 클로즈 베타 테스트를 하였다. 2016년 8월 25일부터 10월 25일까지 오픈 베타 진행후 상용화되었다가 2018년 1월 24일 5시에 최종적으로 서비스 종료하였다.

## 시놉시스
신들이 직접 인간을 다스리던 신정시대.
신에게 지배당하며 대신 희생되어 살던 인간들은 신들에게 반하여 일어난다. 신과 인간사이에서 지상의 지배자를 가리는 전쟁이 되고 불리하던 인간들은 5명의 술법사들이 결계진을 펼치면서 신계와 인간계가 분리되며 인간의 승리로 끝이 난다.
그로부터 5년이 흐른 후 세상은 신들의 허수아비였던 왕들이 막강한 권력을 가진 지상의 지배자가 되기 위해 자신의 욕망을 위한 정치를 하고 권력의 힘이 되는 오볼루스를 차지하기 위해 찾아다니고 이런 왕들의 욕망에 사람들은 더욱 큰 고통을 겪는다.
한편 엘리아덴 왕국의 델리오 영지 변방의 작은 마을에서는 각자의 이유로 오볼루스를 이용해 신계로 가거나 오볼루스를 모아야 하는 등 여러 이유를 가진 인물들이 합심하여 원정대를 구성하여 오볼루스를 찾기 위한 여행을 떠난다.

## 주요 등장인물
소마(Soma)
나이 - 연령미상 (한국, 대만, 홍콩) / 연령미상 (일본)
별자리 - 양자리 (백양궁 白羊宮) - 대만,홍콩 표기 牡羊座 (모양좌)
혈액형 - O형 / A형 (일본)
신장 - 168cm / 161cm (일본)
체중 - 60kg / 50kg (일본)
성우 - 이현진 (한국) / 시모노 히로 (일본)
핑코 (Pinko)
나이 - 11 (한국, 대만, 홍콩) / 12 (일본)
별자리 - 황소자리 (금우궁 金牛宮) - 대만,홍콩 표기 金牛座 (금우좌)
혈액형 - A형 / B형
신장 - 150cm / 149cm (일본)
체중 - 알 수 없음
성우 - 정미숙 (한국) / 히로하시 료 (일본)
슈발만 (Shubalman)
나이 - 27 (한국, 대만, 홍콩) / 27 (한국)
별자리 - 사자자리 (사자궁 獅子宮) - 대만,홍콩 표기 獅子座 (사자좌)
혈액형 - O형
신장 - 183cm
체중 - 85kg / 75kg (일본)
성우 - 정명준 (한국) / 토리우미 코스케 (일본)
이실리아 (Isilia)
나이 - 연령미상 (한국, 대만, 홍콩) / 연령미상 (일본)
별자리 - 전갈자리 (천갈궁 天蝎宮) - 대만,홍콩 표기 天蠍座 (천헐좌)
혈액형 - AB형
신장 - 171cm / 173cm (일본)
체중 - 49kg
성우 - 전영수 (한국) / 오오하라 사야카 (일본)
아엘로트 (Aelrot)
나이 - 23 (한국, 대만, 홍콩) / 23 (일본)
별자리 - 처녀자리 (처녀궁 處女宮) - 대만,홍콩 표기 處女座 (처녀좌)
혈액형 - B형 / A형 (일본)
신장 - 175cm
체중 - 67kg / 57kg (일본)
성우 - 박성태 (한국) / 노지마 히로후미 (일본)
그래니트 (Grenite)
나이 - 23 (한국, 대만, 홍콩) / 19 (일본)
별자리 - 게자리 (거해궁 巨蟹宮) - 대만,홍콩 표기 巨蟹座 (거해좌)
혈액형 - AB형 / O형 (일본)
신장 - 168cm / 163cm (일본)
체중 - 47kg / 45kg (일본)
성우 - 김보영 (한국) / 후쿠이 유카리 (일본)
크로모도 (Cromodo)
나이 - 28 (한국, 대만, 홍콩) / 28 (일본)
별자리 - 천칭자리 (천칭궁 天秤宮) - 대만,홍콩 표기 天秤座 (천칭좌)
혈액형 - A형 / B형 (일본)
신장 - 180cm / 181cm (일본)
체중 - 70kg / 60kg (일본)
성우 - 이호산 (한국) / 나미카와 다이스케 (일본)
루코 (Ruko)
나이 - 17 (한국, 대만, 홍콩) / 17 (일본)
별자리 - 물고기자리 (雙魚宮 쌍어궁) - 대만,홍콩 표기 雙魚座 (쌍어좌)
혈액형 - O형 / A형 (일본)
신장 - 165cm / 161cm (일본)
체중 - 48kg / 46kg (일본)
성우 - 여민정 (한국) / 사토 사토미 (일본)
엘핀도스 (Elphindos)
나이 - 27 (한국, 대만, 홍콩) / 26 (일본)
별자리 - 염소자리 (磨羯宮 마갈궁) - 대만,홍콩 표기 魔羯座 (마갈좌)
혈액형 - O형 / A형 (일본)
신장 - 173cm / 174cm (일본)
체중 - 52kg / 49kg (일본)
성우 - 정유미 (한국) / 코시미즈 아미 (일본)

## 제작진

### 음악
- 〈Loop〉 (OST)
작곡/편곡 - Lee Jong Seong // 작사,노래 - 서량
- 〈Wheel of fortune〉(게임 서버선택 화면 음악)
작곡 - Lee Jong Seong

### 캐릭터 성우
- 김광국 - 한슨 / 나쵸 / 인간창병 / 저주받은 나시프족 창병 / 돈주앙 / 오스발트 / 장군 / 빌리 / 발가스 / 세바스찬 / 호슬리
- 김대중 - 루기우스
- 김보영 - 그래니트 / 무아 / 아젤리나 / 유리엄마 / 레드 / 나시프족 소년 / 데이지 / 마을처녀 / 리안 / 머독 / 샤를로트
- 김상백 - 란더스 / 키노넷트 / 나시프족 남성 / 인간검사 / 수행술법사 미첼 / 본자르뎅 / 세바스찬 / 해적 부두목
- 김수영 - 디오네 / 아이리트 / 나시프족 소녀 / 픽시 / 길드사무관
- 김영찬 - 베크렐 / 실버
- 김태영 - 오델로 / 브린들 / 루스 / 뽀로모도 / 루클레인 / 츄닐왕 / 데스벨 / 두리몽 연구가 듀몽 / 이잔 / 타오 / 돈데크만 / 청현 / 달랑베르 / 렛나루
- 김현심 - 멜라니아 / 로라 / 아를렌 / 나시프족 여성 / 나리아
- 박성태 - 아엘로트 / 감독관 / 용아병사제 / 재규어 / 수월
- 박희은 - 유리 / 카라 / 쿠치 / 세리엔 / 시스템 메시지
- 신용우 - 핑코의 아버지 / 펠리언
- 여민정 - 루코 / 바르바로사
- 이현진 - 소마 / 클라렛트 / 토토 / 타로 / 볼피안 / 셰이드 / 츄리헷 / 실버마인
- 이호산 - 크로모도 / 스킬 마스터 / 의문의 남자 / 무릎팍 할배 / 나루 / 록펠러 / 올랜드
- 장민혁 - 라제드 / 케인 / 마이더스 / 레오니트 / 미르 / 이벤트 담당관 타우타우 / 알퐁스 / 나시프족 남성2 / 안될센
- 정명준 - 슈발만 / 아이템 제작 장인 / 파브 / 왕국기사단장
- 정미숙 - 핑코 / 에르테일 은행 / 무아 / 마이어 / 은의장교
- 전영수 - 이실리아 / 로벨리아 / 레이드 담당관 웨스티 / 나시프족 소년 / 퀸시 / 미미 / 마르샤 / 라미아
- 정혜원 - 알리시아 / 엔보니
- 최승훈 - 애그리트 / 브린들 / 인간장교 / 바론